# Keystone (Dakota del Sud)
Keystone è un comune (town) degli Stati Uniti d'America della contea di Pennington nello Stato del Dakota del Sud. La popolazione era di 337 abitanti al censimento del 2010.
Le sue origini risalgono al 1883 come città mineraria e da allora si è trasformata in una località turistica, che ogni anno attira milioni di visitatori grazie al Mount Rushmore National Memorial, che si trova appena oltre i confini della città.
La città prese il suo nome da una miniera locale, che probabilmente a sua volta prese il nome da un simbolo massonico su una trave.

## Geografia fisica
Secondo lo United States Census Bureau, la città ha una superficie totale di 7,41 km², dei quali 7,41 km² di territorio e 0 km² di acque interne (0% del totale).
A Keystone è stato assegnato lo ZIP code 57751 e lo FIPS place code 33820.

## Società

### Evoluzione demografica
Secondo il censimento del 2010, la popolazione era di 337 abitanti.

### Etnie e minoranze straniere
Secondo il censimento del 2010, la composizione etnica della città era formata dal 93,77% di bianchi, lo 0% di afroamericani, il 3,26% di nativi americani, lo 0,59% di asiatici, lo 0,3% di oceanici, lo 0,3% di altre razze, e l'1,78% di due o più etnie. Ispanici o latinos di qualunque razza erano l'8,31% della popolazione.